# José de Queirós Alves
José de Queirós Alves C.SS.R (ur. 6 maja 1941 w Soalhães, w Portugalii) – portugalski duchowny katolicki, pracujący w Angoli, arcybiskup Huambo w latach 2004-2018.

## Życiorys
Święcenia kapłańskie przyjął 2 sierpnia 1966 w Zgromadzeniu Najświętszego Odkupiciela.

## Episkopat
12 września 1986 został mianowany biskupem diecezji Menongue. Sakry biskupiej udzielił mu 23 listopada 1986 Francisco Viti – ówczesny arcybiskup archidiecezji Huambo.
3 maja 2004 Jan Paweł II mianował go arcybiskupem metropolitą Huambo. Urząd objął w dniu 27 czerwca 2004.
1 października 2018 papież Franciszek przyjął jego rezygnację z pełnionego urzędu.